# Natalija Gros
Natalija Gros (Kranj, 29 novembre 1984) è un'arrampicatrice slovena.
Pratica l'arrampicata in falesia e ha gareggiato nelle competizioni di difficoltà e di boulder.

## Biografia
Ha cominciato ad arrampicare a sei anni e a fare le prime competizioni a nove. A livello giovanile ha vinto tre medaglie d'oro nel Campionato del mondo giovanile di arrampicata: nel 1999 a Courmayeur nella categoria Youth B, nel 2000 ad Amsterdam nella Youth A e nel 2002 a Canteleu nella Junior. Ha anche vinto tre edizioni della Coppa Europa giovanile di arrampicata: nel 1998 e 1999 nella categoria Youth B e nel 2001 nella Youth A.
A livello senior dal 2001 partecipa alla Coppa del mondo di difficoltà e dal 2006 anche alla Coppa del mondo boulder. Nel 2002 raggiunge il livello dell'8a a vista. Nel 2003 ha interrotto l'attività sportiva per otto mesi per prepararsi agli esami finali delle scuole superiori e per fare tutte le cose che non era riuscita a fare quando si allenava. Nel 2008 ha conquistato la medaglia d'oro nella specialità boulder al Campionato Europeo a Parigi.
Nel 2011 ha annunciato il suo ritiro dalle competizioni.

## Palmarès

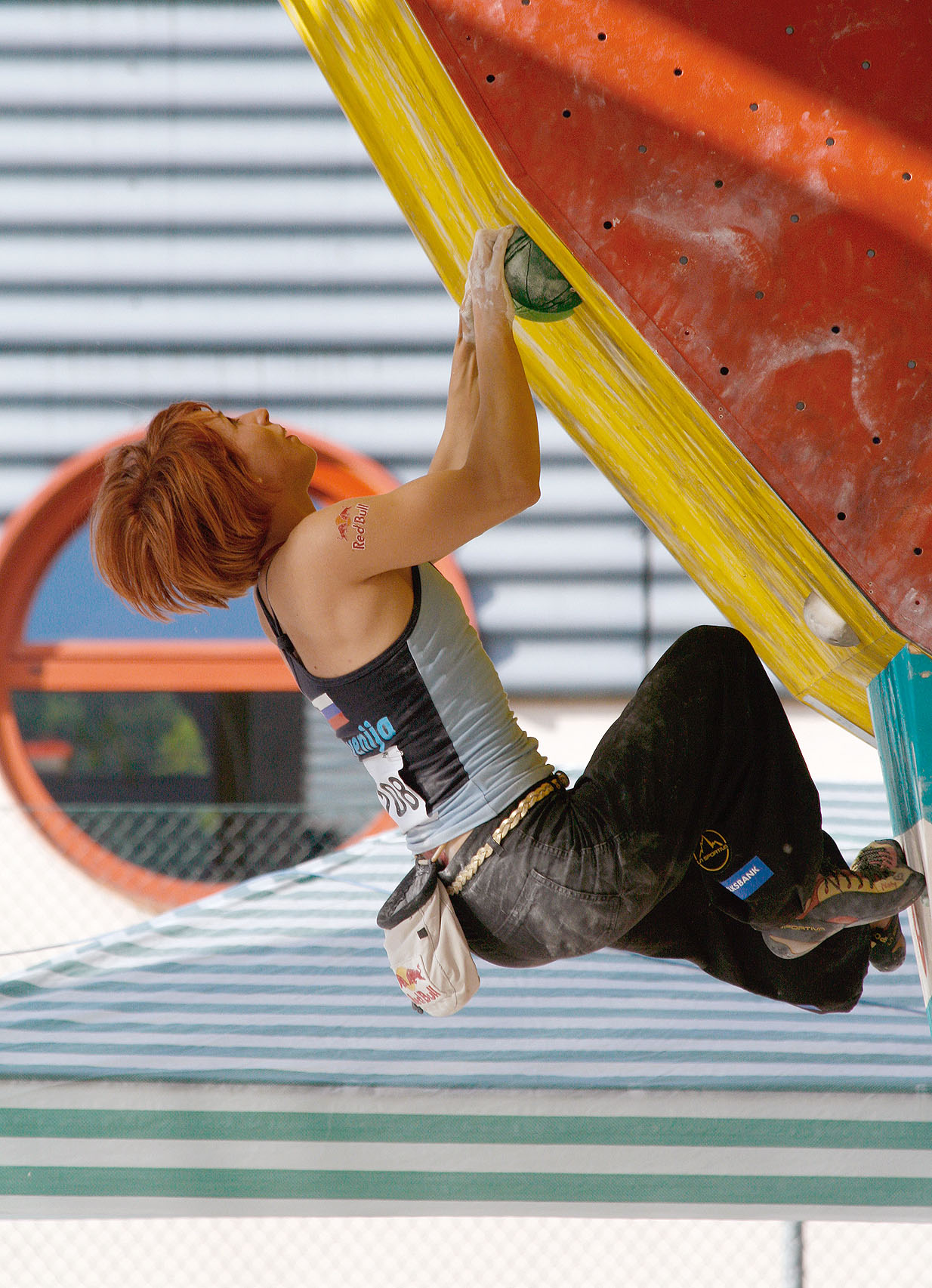
Natalija Gros a Vienna nella seconda prova della Coppa del mondo boulder 2010

### Coppa del mondo
|         | 2001 | 2002 | 2003 | 2004 | 2005 | 2006 | 2007 | 2008 | 2009 | 2010 | 2011 |
| ------- | ---- | ---- | ---- | ---- | ---- | ---- | ---- | ---- | ---- | ---- | ---- |
| Lead    | 6    | 4    |      | 3    | 6    | 5    | 4    | 7    | 8    | 4    |      |
| Boulder |      |      |      |      |      | 16   | 3    | 5    | 3    | 6    | 22   |

### Campionato del mondo
|         | 2001 | 2003 | 2005 | 2007 | 2009 | 2011 |
| ------- | ---- | ---- | ---- | ---- | ---- | ---- |
| Lead    | 16   |      | 7    | 7    | 21   | 11   |
| Boulder |      |      |      | 33   | 8    | 10   |

## Statistiche

### Podi in Coppa del mondo lead
| Stagione | 1º | 2º | 3º | Podi totali |
| -------- | -- | -- | -- | ----------- |
| 2002     |    | 1  | 1  | 2           |
| 2003     |    |    |    |             |
| 2004     | 1  | 1  |    | 2           |
| 2005     |    | 1  | 1  | 2           |
| 2006     |    | 2  | 3  | 5           |
| 2007     |    |    | 2  | 2           |
| 2008     |    | 1  |    | 1           |
| 2009     |    | 1  |    | 1           |
| 2010     |    |    | 1  | 1           |
| Totale   | 1  | 7  | 8  | 16          |

### Podi in Coppa del mondo boulder
| Stagione | 1º | 2º | 3º | Podi totali |
| -------- | -- | -- | -- | ----------- |
| 2006     |    |    | 1  | 1           |
| 2007     | 2  | 1  |    | 3           |
| 2008     |    | 1  | 1  | 2           |
| 2009     |    | 1  |    | 1           |
| Totale   | 2  | 3  | 2  | 7           |

## Falesia

### Lavorato
- 8c+/5.14c:
  - Histerija - Mišja Peč (SLO) - 26 marzo 2008[3]
- 8c/5.14b:
  - Strelovod - Misja Pec (SLO) - 25 maggio 2006[4]
- 8b+/5.14a:
  - Marjetica - Misja Pec (SLO) - 25 maggio 2006
  - Kaj ti je deklica - Misja Pec (SLO) - 22 novembre 2005
- 8b/5.13d:
  - Chiquita - Misja Pec (SLO) - 13 marzo 2006

### A vista
- 8a/5.13b:
  - Platzoman - Barratra (ITA) - 25 aprile 2006
  - Duft der frauen - Goetschah (AUT) - 13 aprile 2006
  - Sansibar - Goetschah (AUT) - 6 luglio 2005
  - Giljotina - Misja Pec (SLO) - 22 ottobre 2002
  - Hoy me voy - Gorges du Tarn (FRA) - 18 agosto 2002